# Volleyball World Beach Pro Tour Finals
Las Finales del Beach Pro Tour es un torneo oficial de vóley playa masculino y femenino que forman parte del calendario anual del VW Beach Pro Tour. Se disputa desde 2015 al final de cada temporada, con la participación de las diez mejores parejas clasificados al final del año según el ranking de la FIVB. En este torneo no se repartían puntos para dicho ranking hasta la edición de 2024. Una prueba que es el campeonato del circuito mundial con mayor premio económico o Prize Money.

## Historia
El evento originalmente se conocía como el World Tour Finals y era parte del circuito de vóley playa. Fue organizado por la Federación Internacional de Voleibol (FIVB). Se desarrolla por primera vez en 2015. En 2022 el torneo cambia de nombre por el de BPT Finals.

## Formato de competición
Para las BPT Finals no es necesario hacer una clasificación previa puesto que se determinan las parejas que tendrán acceso según los puntos del ranking de la FIVB que se calculan el día después del último torneo de categoría Elite de esa misma temporada. Así se determinan a las ocho mejores parejas que disputarán el campeonato, además de otras dos a las que se les otorgará una Wild Card para que puedan participar. Una vez conocidas las diez parejas, se distribuirán en dos grupos de cinco duplas entre las que jugarán una competición en formato liguilla jugando un partido entre todas las que conforman cada grupo.
Una vez finalizada esa fase de grupos en formato liguilla, las tres mejores parejas clasificadas de cada grupo acceden a las eliminatorias. Aunque no todas accederán directamente al mismo punto de la competición, ya que solo las primeras clasificadas podrán estar directamente en semifinales, mientras que las segundas y terceras parejas deberán de disputar una fase previa o cuartos de final para saber si estarán en esas semifinales. Una vez disputados todos los partidos en formato eliminatoria directa, se irán pasando rondas hasta conocer al campeón.

## Ediciones

### Historial masculino
| Sede              | Año  | Campeones                               | Subcampeones                      | Resultado                    |
| ----------------- | ---- | --------------------------------------- | --------------------------------- | ---------------------------- |
| World Tour Finals |      |                                         |                                   |                              |
| Fort Lauderdale   | 2015 | Alison Cerutti Bruno Schmidt            | Philip Dalhausser Nicholas Lucena | 21-13, 21-15                 |
| Toronto           | 2016 | Alison Cerutti Bruno Oscar Schmidt      | Pedro Solberg Evandro Gonçalves   | 21-19, 21-19                 |
| Hamburgo          | 2017 | Philip Dalhausser Nicholas Lucena       | Evandro Gonçalves Andre Stein     | 21-15, 21-13                 |
| Hamburgo          | 2018 | Anders Mol Christian Sørum              | Michał Bryl Grzegorz Fijalek      | 21-19, 21-17                 |
| Roma              | 2019 | Viacheslav Krasilnikov Oleg Stoyanovski | Julius Thole Clemens Wickler      | 21-16, 21-16                 |
|                   | 2020 | No disputado por el COVID 19            | No disputado por el COVID 19      | No disputado por el COVID 19 |
| Doha              | 2021 | Anders Mol Christian Sørum              | Ondřej Perušič David Schweiner    | 22-20, 23-21                 |
| BPT Finals        |      |                                         |                                   |                              |
| Doha              | 2022 | Anders Mol Christian Sørum              | Michał Bryl Bartosz Łosiak        | 21-18, 21-18                 |
| Doha              | 2023 | David Åhman Jonatan Hellvig             | Anders Mol Christian Sørum        | 21-16, 21-17                 |
| Doha              | 2024 | Anders Mol Christian Sørum              | David Åhman Jonatan Hellvig       | 21-18, 22-20                 |

### Historial femenino
| Sede              | Año  | Campeones                        | Subcampeones                       | Resultado                    |
| ----------------- | ---- | -------------------------------- | ---------------------------------- | ---------------------------- |
| World Tour Finals |      |                                  |                                    |                              |
| Fort Lauderdale   | 2015 | Talita Antunes Larissa França    | Laura Ludwig Kira Walkenhorst      | 21–17, 21–18                 |
| Toronto           | 2016 | Laura Ludwig Kira Walkenhorst    | Joana Heidrich Nadine Zumkehr      | 21–18, 21–16                 |
| Hamburgo          | 2017 | Laura Ludwig Kira Walkenhorst    | Ágatha Bednarczuk Eduarda Lisboa   | 21–17, 19–21, 15–10          |
| Hamburgo          | 2018 | Ágatha Bednarczuk Eduarda Lisboa | Barbora Hermannová Markéta Sluková | 21–19, 21–17                 |
| Roma              | 2019 | Margareta Kozuch Laura Ludwig    | Ágatha Bednarczuk Eduarda Lisboa   | 21–19, 21–17                 |
|                   | 2020 | No disputado por el COVID 19     | No disputado por el COVID 19       | No disputado por el COVID 19 |
| Doha              | 2021 | Julia Sude Karla Borger          | Sarah Pavan Melissa Humana-Paredes | 21–13, 23–21                 |
| BPT Finals        |      |                                  |                                    |                              |
| Doha              | 2022 | Sara Hughes Kelly Cheng          | Eduarda Lisboa Ana Patrícia Ramos  | 21–18, 21–16                 |
| Doha              | 2023 | Kristen Nuss Taryn Kloth         | Svenja Müller Cinja Tillmann       | 21–17, 21–14                 |
| Doha              | 2024 | Kristen Nuss Taryn Kloth         | Terese Cannon Megan Kraft          | 21–19, 21–17                 |

## Títulos por jugador

### Palmarés masculino
Hasta 2024, 10 voleyplayistas han ganado alguna vez las BPT Finals. 
En negrita, los voleyplayistas en activo.
| # | Jugador                | Títulos | Finalista | Año de los títulos |
| - | ---------------------- | ------- | --------- | ------------------ |
| 1 | Anders Mol             | 4       | 1         | 2018, 2021, 2022   |
| 2 | Christian Sørum        | 4       | 1         | 2018, 2021, 2022   |
| 3 | Alison Cerutti         | 2       | 0         | 2015, 2016         |
| 3 | Bruno Oscar Schmidt    | 2       | 0         | 2015, 2016         |
| 5 | Philip Dalhausser      | 1       | 1         | 2017               |
| 5 | Nicholas Lucena        | 1       | 1         | 2017               |
| 5 | David Åhman            | 1       | 1         | 2023               |
| 5 | Jonatan Hellvig        | 1       | 1         | 2023               |
| 9 | Viacheslav Krasilnikov | 1       | 0         | 2019               |
| 9 | Oleg Stoyanovski       | 1       | 0         | 2019               |

### Palmarés femenino
Hasta 2023, 13 voleyplayistas han ganado alguna vez las BPT Finals. 
En negrita, los voleyplayistas en activo.
| # | Jugador           | Títulos | Finalista | Año de los títulos |
| - | ----------------- | ------- | --------- | ------------------ |
| 1 | Laura Ludwig      | 3       | 1         | 2016, 2017, 2019   |
| 2 | Kira Walkenhorst  | 2       | 1         | 2016, 2017         |
| 3 | Kristen Nuss      | 2       | 0         | 2023, 2024         |
| 3 | Taryn Kloth       | 2       | 0         | 2023, 2024         |
| 5 | Eduarda Lisboa    | 1       | 3         | 2018               |
| 6 | Ágatha Bednarczuk | 1       | 2         | 2018               |
| 7 | Talita Antunes    | 1       | 0         | 2015               |
| 7 | Larissa França    | 1       | 0         | 2015               |
| 7 | Margareta Kozuch  | 1       | 0         | 2019               |
| 7 | Julia Sude        | 1       | 0         | 2021               |
| 7 | Karla Borger      | 1       | 0         | 2021               |
| 7 | Sara Hughes       | 1       | 0         | 2022               |
| 7 | Kelly Cheng       | 1       | 0         | 2022               |

## Títulos por país

### Clasificación masculina
Un total de 10 jugadores de 5 países han ganado alguna BPT Finals.
| Ranking | País           | Títulos | N.º voleyplayistas |
| 1       | Noruega        | 4       | 2                  |
| 2       | Brasil         | 2       | 2                  |
| 3       | Estados Unidos | 1       | 2                  |
| 3       | Rusia          | 1       | 2                  |
| 3       | Suecia         | 1       | 2                  |

### Clasificación femenina
Un total de 13 jugadoras de 3 países han ganado alguna BPT Finals.
| Ranking | País           | Títulos | N.º voleyplayistas |
| 1       | Alemania       | 4       | 5                  |
| 2       | Estados Unidos | 3       | 4                  |
| 3       | Brasil         | 2       | 4                  |